# The White Goddess
The White Goddess: a Historical Grammar of Poetic Myth é um livro de ensaios sobre a natureza de como surgem os mitos poéticos, de autoria do poeta Robert Graves. 
Publicado pela primeira vez em 1948 e originário de artigos publicados no País de Gales, foram revisados, corrigidos, e edições ampliadas apareceram em 1948, 1952 e 1961. The White Goddess representa uma aproximação ao estudo da mitologia de uma forma muito criativa e de uma perspectiva idiossincrática. Graves propõe a existência de uma divindade Européia, a "White Goddess of Birth, Love and Death," muito similar à Deusa mãe, inspirada e representada pelas fases da Lua, que subjaz às várias faces das diversas deusas das mitologias européias e pagãs.
Graves argumenta que "verdade" ou "pura" poesia são inextrincavelmente ligados com os antigos cultos-rituais à White Goddess (Deusa mãe) e seu filho.

## Conteúdo
O livro foi primeiramente escrito sob o título The Roebuck in the Thicket num período de três semanas em janeiro de 1944, só um mês depois de concluir The Golden Fleece. Ele então abandonu momentaneamente o livro para poder focar em outro, King Jesus, uma novela histórica sobre a vida de Jesus. Retornando ao The Roebuck in the Thicket, renomeou-o The Three-Fold Muse, antes de finalizar e mudar o título para The White Goddess. Em janeiro de 1946 encaminhou às editoras e em maio de 1948 foi publicado no Reino Unido e em junho de 1948 nos EUA, como The White Goddess: a Historical Grammar of Poetic Myth.

## Poesia e mito
Graves descreve The White Goddess como "uma gramática histórica da linguagem mítico-poética." O livro parte da mitologia e da poesia de País de Gales e da Irlanda, bem como de toda a poesia do Oeste. Amparando-se em argumentos de etimologia e do uso de técnicas judiciais para descobrir o que ele denomina de "redação iconográfica" dos mitos originais, Graves argumenta a favor do culto universal de uma única deusa sob vários nomes. Mais tarde, outros autores, como James Frazer (A Rama Dourada), Marija Gimbutas ("A Linguagem da Deusa"), Merlin Stone (When God Was a Woman) e Joseph Campbell ("A Deusa de mil nomes"), entre muitos outros, abordaram o mesmo assunto defendendo a religião da Deusa mãe em vários livros.

## Estudos críticos
- Bennett, Joseph, [review of Robert Graves' The White Goddess: a Historical Grammar of Poetic Myth], Hudson Review, vol.2 (1949), 133-138
- Davis, Robert A., 'The Origin, Evolution, and Function of the Myth of the White Goddess in the Writings of Robert Graves' (unpublished PhD, University of Stirling, 1987) [ British Library copy: BLDSC DX212513]
- Donoghue, Denis, 'The Myths of Robert Graves', New York Review of Books, 43, no.6 (4 April 1996), 27-31
- Graves and the Goddess  : Essays on Robert Graves's The White Goddess, ed. by Ian Firla and Grevel Lindop (Selinsgrove, Pa.: Susquehanna University Press, 2003) ISBN 1-57591-055-1
- Graves, Richard Perceval, Robert Graves and The White Goddess, 1940-85 (London: Weidenfeld and Nicolson, 1995)  ISBN 0-297-81534-2
- Kirkham, M.C., 'Incertitude and The White Goddess', Essays in Criticism, 16 (1966), 57-72
- Lindop, Grevel, 'A Crazy Book: Robert Graves and The White Goddess', PN Review, 24, no. 1 [117] (1997 Sept-Oct), 27-29
- Musgrove, Sydney, The Ancestry of 'The White Goddess, (Bulletin No. 62, English Series, no. 11) (Auckland: Univ. of Auckland Press, 1962)
- Smeds, John. Statement and story : Robert Graves's myth-making (Åbo : Åbo Akademis Förlag, 1997)
- Vickery, John B., Robert Graves and The White Goddess  (Lincoln: Univ. of Nebraska Press, 1972)
- Vogel, Amber, 'Not Elizabeth to his Raleigh: Laura Riding, Robert Graves, and origins of The White Goddess', in Literary Couplings: Writing Couples, Collaborators, and the Construction of Authorship, ed. by Marjorie Stone and Judith Thompson (University of Wisconsin Press, 2006), pp. 229–239, ISBN 978-0-299-21760-0